# Von Mensch zu Mensch
Von Mensch zu Mensch è il decimo album in studio del gruppo musicale tedesco Unheilig, pubblicato nel 2016.

## Tracce
1. Auf ein letzes Mal (Intro)< – 4:28
2. Egoist – 4:07
3. Von Mensch zu Mensch – 4:17
4. Einer von Millionen – 3:14
5. Mein Leben ist die Freiheit – 4:37
6. Funkenschlag – 4:31
7. Ich würd' dich gern besuchen – 3:31
8. Ein wahres Glück – 4:49
9. Legenden – 4:08
10. Heimatlos – 3:58
11. Der Sturm – 4:09
12. Tausend Rosen – 3:23
13. Walfänger – 6:19
14. Krieger – 3:31
15. Ein Letztes Lied – 4:28
16. Für alle Zeit (Outro) – 6:12